# Nayan Chanda
Nayan Chanda, né en 1946 en Inde, a été correspondant et éditeur de la revue Far Eastern Economic Review et coauteur de nombreux livres sur la politique en Asie, plus particulièrement les questions de sécurité et de politiques étrangères. Il est plus connu pour son livre fondateur Les Frères Ennemis : La péninsule indochinoise après Saïgon. Il est actuellement directeur de publication du Yale Center for the Study of Globalization, et éditeur de YaleGlobal Online, un webzine consacré à l'analyse de la mondialisation.

## Biographie
Nayan Chanda est diplômé d'histoire du Presidency College à Calcutta. Il fit ses études de troisième cycle en histoire à l'université de Jadavpur (Calcutta, Inde). De 1971 à 1974, il poursuivit ses études en Relations internationales à la Sorbonne (Paris, France). En 1974, il travaillait sur sa thèse à la Sorbonne, sur les origines domestiques de la politique étrangère du Cambodge sous Norodom Sihanouk, quand il se vit offrir le poste de correspondant Indochine, basé à Saïgon, pour la revue Far Eastern Economic Review. Curieux d'en savoir plus sur la Guerre du Vietnam, il décide alors de devenir journaliste pour voir l'histoire s'écrire. En avril 1975, il décide de rester sur place après la chute de Saïgon.
Nayan Chanda continua d'écrire comme correspondant Indochine pour la revue Far Eastern Economic Review (basée à Hong Kong) jusqu'en 1980. Cette année-là, il est désigné correspondant diplomatique. De 1984 à 1989, il fut le correspondant de la revue à Washington. Il fut aussi Membre senior du Carnegie Endowment for International Peace (Fond Carnegie pour la paix internationale) à Washington en 1989-1990. Dans les années 1990, il fut l'éditeur, d'abord de l'Asian Wall Street Journal Weekly et, plus tard, de la Far Eastern Economic Review.
Il contribue fréquemment à la page d'opinion de l'International Herald Tribune et est membre du Conseil consultatif du Center for Northeast Asian Policy Studies de l'Institut Brookings. En 2005, il a obtenu le prix Shorenstein du journalisme.
En mai 2009, Nayan Chanda était le second témoin expert à témoigner au procès de Kang Kek Iew devant les Chambres extraordinaires au sein des tribunaux cambodgiens.
Il vit actuellement à New Haven, au Connecticut, et est directeur de publications et Éditeur de YaleGlobal Online Magazine au Yale Center for the Study of Globalization. Son livre le plus récent, Au commencement était la mondialisation : La grande saga des aventuriers, missionnaires, soldats et marchands, traduit dans de nombreuses langues, est d'une grande aide pour comprendre la complexité de la mondialisation et ses racines historiques.

## Ouvrages (sélection)
- (en) Brother Enemy : The War After the War, San Diego, Harcourt, 1986, 1re éd. (ISBN 978-0-15-114420-4, LCCN 85024745) (version française : Nayan Chanda, Les Frères ennemis : la péninsule indochinoise après Saïgon, CNRS Éditions, coll. « Ligne Pacifique », 1987, 368 p. (ISBN 978-2-87682-002-9))
- (en) Nayan Chanda (editor), et al., The Age of Terror : America and the World After September 11, New York, Simon and Schuster, 2002, 256 p. (ISBN 978-0-465-08356-5).
- (en) Bound Together : How Traders, Preachers, Warriors and Adventurers Shaped Globalization, New Haven, Yale University Press, 2007, XVI-391 p. (ISBN 978-0-300-11201-6), ce livre a été traduit en chinois, italien, japonais, coréen, turc et français (Nayan Chanda (trad. de l'anglais), Au commencement était la mondialisation : La grande saga des aventuriers, missionnaires, soldats et marchands, Paris, CNRS Éditions, 2007, 446 p. (ISBN 978-2-271-06961-0)).